# Squash-Weltmeisterschaften im Doppel und Mixed 2016/Damendoppel
Damendoppel der Weltmeisterschaften im Doppel und Mixed 2016 im Squash.
Das Teilnehmerfeld bestand aus acht Doppelpaarungen, die in zwei Gruppen à vier Doppelpaarungen im Round-Robin-Modus gegeneinander antraten. Die Gruppensieger und Zweitplatzierten zogen ins Halbfinale ein und spielten im K.-o.-System die Plätze eins bis vier aus.

## Setzliste
| Nr. | Paarung                           | Erreichte Runde |
| --- | --------------------------------- | --------------- |
| 01. | Joshna Chinappa Dipika Pallikal   | Halbfinale      |
| 02. | Rachael Grinham Donna Urquhart    | Finale          |
| 03. | Joelle King Amanda Landers-Murphy | Sieg            |
| 04. | Delia Arnold Rachel Arnold        | Halbfinale      |

| Nr. | Paarung                       | Erreichte Runde |
| --- | ----------------------------- | --------------- |
| 05. | Sarah Cardwell Christine Nunn | Gruppenphase    |
| 06. | Catalina Peláez Laura Tovar   | Gruppenphase    |
| 07. | Tesni Evans Jenny Haley       | Gruppenphase    |
| 08. | Aika Azman Teh Min Jie        | Gruppenphase    |

### Zeichenerklärung
- Q = Qualifikant
- WC = Wildcard
- LL = Lucky Loser
- ALT = Ersatz (alternate)
- PR = Protected Ranking
- r = Aufgabe (retired)
- d = Disqualifikation
- w.o. = walkover

## Ergebnisse

### Vorrunde

#### Gruppe A
| Rang | Setzung | Doppel                          | Sp. | S | N | S.-Diff. | P.-Diff. | Pkt. |
| ---- | ------- | ------------------------------- | --- | - | - | -------- | -------- | ---- |
| 1    | 1       | Joshna Chinappa Dipika Pallikal | 3   | 3 | 0 | 6:0      | 66:43    | 6    |
| 2    | 4       | Delia Arnold Rachel Arnold      | 3   | 2 | 1 | 4:2      | 61:52    | 4    |
| 3    | 5       | Sarah Cardwell Christine Nunn   | 3   | 1 | 2 | 2:5      | 64:73    | 2    |
| 4    | 8       | Aika Azman Teh Min Jie          | 3   | 0 | 3 | 1:6      | 51:74    | 0    |

| Spielerinnen        | Spielerinnen    | Ergebnis          |
| ------------------- | --------------- | ----------------- |
| Chinappa / Pallikal | Arnold / Arnold | 11:7, 11:10       |
| Cardwell / Nunn     | Azman / Min Jie | 11:8, 8:11, 11:10 |
| Arnold / Arnold     | Azman / Min Jie | 11:8, 11:4        |
| Chinappa / Pallikal | Cardwell / Nunn | 11:8, 11:8        |
| Arnold / Arnold     | Cardwell / Nunn | 11:10, 11:8       |
| Chinappa / Pallikal | Azman / Min Jie | 11:5, 11:5        |

#### Gruppe B
| Rang | Setzung | Doppel                            | Sp. | S | N | S.-Diff. | P.-Diff. | Pkt. |
| ---- | ------- | --------------------------------- | --- | - | - | -------- | -------- | ---- |
| 1    | 3       | Joelle King Amanda Landers-Murphy | 3   | 3 | 0 | 6:0      | 66:45    | 6    |
| 2    | 2       | Rachael Grinham Donna Urquhart    | 3   | 2 | 1 | 4:3      | 69:51    | 4    |
| 3    | 7       | Tesni Evans Jenny Haley           | 3   | 1 | 2 | 2:4      | 46:53    | 2    |
| 4    | 6       | Catalina Peláez Laura Tovar       | 3   | 0 | 3 | 1:6      | 44:76    | 0    |

| Spielerinnen          | Spielerinnen          | Ergebnis          |
| --------------------- | --------------------- | ----------------- |
| Grinham / Urquhart    | Evans / Haley         | 11:4, 11:7        |
| King / Landers-Murphy | Peláez / Tovar        | 11:8, 11:9        |
| King / Landers-Murphy | Evans / Haley         | 11:5, 11:8        |
| Grinham / Urquhart    | Peláez / Tovar        | 10:11, 11:3, 11:4 |
| Peláez / Tovar        | Evans / Haley         | 3:11, 6:11        |
| Grinham / Urquhart    | King / Landers-Murphy | 7:11, 8:11        |

### Finalrunde
| Halbfinale | Halbfinale                        | Halbfinale | Halbfinale | Halbfinale |  |   | Finale                            | Finale | Finale | Finale | Finale |
|            |                                   |            |            |            |  |   |                                   |        |        |        |        |
| 1          | Joshna Chinappa Dipika Pallikal   | 5          | 10         |            |  |   |                                   |        |        |        |        |
| 2          | Rachael Grinham Donna Urquhart    | 11         | 11         |            |  | 2 | Rachael Grinham Donna Urquhart    | 7      | 4      |        |        |
| 4          | Delia Arnold Rachel Arnold        | 5          | 3          |            |  | 3 | Joelle King Amanda Landers-Murphy | 11     | 11     |        |        |
| 3          | Joelle King Amanda Landers-Murphy | 11         | 11         |            |  |   |                                   |        |        |        |        |